# Sudoeste Paraense
Sudoeste Paraense is een van de zes mesoregio's van de Braziliaanse deelstaat Pará. Zij grenst aan de mesoregio's Baixo Amazonas, Marajó, Nordeste Paraense, Sudeste Paraense, Centro Amazonense (AM) en Norte Mato-Grossense (MT). De mesoregio heeft een oppervlakte van ca. 415.788 km². In 2015 werd het inwoneraantal geschat op 540.074.
Twee microregio's behoren tot deze mesoregio:
- Altamira
- Itaituba

Mesoregio's: Baixo Amazonas · Marajó · Metropolitana de Belém · Nordeste Paraense · Sudeste Paraense · Sudoeste Paraense

Microregio's: Almerim · Altamira · Arari · Belém · Bragantina · Cametá · Castanhal · Conceição do Araguaia · Furos de Breves · Guamá · Itaituba · Marabá · Óbidos · Paragominas · Parauapebas · Portel · Redenção · Salgado · Santarém · São Félix do Xingu · Tomé-Açu · Tucuruí